# TV Liberal Altamira
TV Liberal Altamira é uma emissora de televisão brasileira sediada em Altamira, cidade do estado do Pará. Opera no canal 22 UHF (Virtual 13.1), e é afiliada à TV Globo. Pertence ao Grupo Liberal, sendo uma das emissoras próprias da Rede Liberal. 

## História
A emissora começou a operar ainda em 1993 como TV Transamazônica. Fazia parte de um grupo administrado pelos empresários e políticos Armindo Denardin e Maurício Bastazini. A emissora passou a retransmitir o sinal da Rede Globo. Função que antes era da TV Altamira, desde 1980. Com o final da afiliação, a TV Altamira passou a retransmitir o sinal da Rede Bandeirantes. A TV Transamazônica produzia o Jornal Transamazônica, exibido no horário do Praça 1ª Edição e reprisado no Praça 2ª Edição.
Em dezembro de 1996, quando a Anatel emitiu a autorização de maneira formalizada, foi adotada a nomenclatura TV Liberal Altamira. O telejornal local da emissora foi padronizado e passou a ser chamado de Jornal Liberal 1ª Edição. Em 15 de junho de 1998, a TV Liberal Altamira mudou para uma nova sede, localizada no bairro Jardim Uirapuru, deixando a na qual funcionava desde sua fundação, na Avenida Tancredo Neves. Na mesma época, a emissora passou a ser administrada pelo empresário do ramo de revendedoras de automóveis Miguel Sawczuk, que tornou-se proprietário em 2000.
Em 2006, com a intervenção realizada pela Rede Globo na TV Liberal, que acarretou em uma adequação mais rígida aos padrões da rede, as emissoras da Rede Liberal no interior encerraram as produções jornalísticas locais, com exceção da emissora de Parauapebas. A TV Liberal Altamira encerrou a produção do bloco local do Jornal Liberal 1ª Edição, um ano antes, passando a ser somente responsável pela produção de reportagens para exibição estadual e nacional.
Em março de 2020, a Rádio e Televisão Transamazônica encerra a parceria com a Rede Liberal, depois de quase 30 anos. Em dezembro do mesmo ano, a TV Liberal Altamira passa a ser operada pela empresa Bella Vista Comunicações, do empresário Olenio Cavalli.
Em 26 de novembro de 2023, a retransmissora passa a ser administrada integralmente pelo Grupo Liberal, a qual é proprietária da concessão expedida pela Anatel. No mesmo dia, o prédio situado no bairro Jardim Uirapuru foi desativado e sua atual sede mudou para a Rua Magalhães Barata, no Centro de Altamira. Sem nenhum aviso prévio durante a programação, o sinal analógico também foi desligado e permanece apenas em funcionamento a transmissão digital.

## Sinal digital
A TV Liberal Altamira recebeu a outorga do canal 22 UHF digital de Altamira em 9 de outubro de 2015, tendo sido autorizada a operar na frequência em 30 de novembro de 2018. Os testes só começaram em 11 de novembro de 2023, quando a emissora começou sua transferência para a nova sede, na Rua Magalhães Barata, no Centro de Altamira.

## Programas
Além de retransmitir a programação nacional da TV Globo e estadual da Rede Liberal, a TV Liberal Altamira insere comerciais locais. Os seguintes programas locais compuseram a grade da emissora, e foram descontinuados:
- Bom Dia Pará
- Jornal Liberal 1ª Edição
- Jornal Transamazônica

## Equipe

### Membros atuais
- Cristiane Prado[15]

### Membros antigos
- Amália Queiróz
- Carlos Reis
- Cleber Contragiani
- Edenir Gomes
- Ediana Miralha (hoje na TV Ponta Negra)[16]
- Eliene Belique
- Francisca Colares[2]
- Fredson Aguiar[17]
- Glaydson Castro
- Hugo Tillmann †[18] [19]
- Jonas Ribeiro
- Marcelo Dantas †[4]
- Núbia Dip
- Rose Oliveira
- Silmar Santos †